# Longueuil
Ne doit pas être confondu avec Longueil.
Pour les articles homonymes, voir Longueuil (homonymie).
Longueuil est une ville du Québec, au Canada, située sur la rive sud du fleuve Saint-Laurent, face à Montréal. Elle forme le cœur de l'agglomération de Longueuil, le secteur le plus urbanisé de la région de la Montérégie et de la banlieue sud de Montréal. Avec près de 268 684 habitants en 2024, Longueuil est la 5e ville la plus populeuse du Québec.

## Toponymie
Le nom de la ville se réfère à Charles Le Moyne (1626-1685), seigneur de Longueuil en 1668. Il tire son qualificatif de Longueuil, du village de Longueil (latinisé en Longoilo dans des textes de 1046-1048) situé à une douzaine de kilomètres de Dieppe en Normandie, d'où sont originaires les Duchesne de la lignée maternelle.
C'est par erreur que la ville fut nommée Longueuil avec le second ‹ u › au lieu de Longueil, nom originel du village près de Dieppe. Pourtant, les produits toponymiques du gaulois *ialon « clairière, place » (cf. gallois tir ial « clairière ») sont bien transcrits avec la graphie ‹ euil › en général, comme en témoignent les noms de lieux du nord de la France Auteuil, Verneuil, Bonneuil, etc., mais Longueil ne prend normalement pas de ‹ u › devant le ‹ i › pour une raison esthétique essentiellement.
La graphie d'origine Longueil s'explique comme pour les noms communs, pour lesquels l'ajout d'un ‹ u › est nécessaire pour indiquer la prononciation des occlusives [g] (ex. : longue) et [k] (ex. : écueil) devant la voyelle [i] et [ə] (e muet), c'est pourquoi on supprime le second ‹ u › pour des raisons esthétiques plus que logiques. En effet, une suite de quatre voyelles, dont deux ‹ u › est perçue comme inesthétique et cela, en contradiction avec la prononciation habituelle du groupe graphié « -eil » (ex : sommeil, réveil, etc.) qui est différente.
Comme Auteuil et Bonneuil, Longueuil est construit avec un adjectif d'origine latine : longus « long ». Il s'agit donc d'une formation hybride celto-latine typique de l'époque romaine en Gaule qui signifie « longue clairière » « longue place ». Cependant, une meilleure connaissance du celtique ancien permet aujourd'hui d'avancer une autre hypothèse, basée sur l'existence du terme gaulois longo « navire » (gallois llong, navire ; breton locou, vaisseaux ; vieil irlandais long, vaisseau, navire), le sens de Longueuil serait donc « clairière [où l'on fabrique] des navires » ou « lieu des navires », ce qui correspond bien à l'environnement de Longueil (Normandie) dans la vallée de la Saâne à 3 km de la mer, lieu entouré de forêts propices à la construction navale.

## Géographie
Longueuil possède une superficie totale de 122,64 km2 (dont 115,80 km2 est terrestre). La ville est située sur la rive sud du fleuve Saint-Laurent, face à Montréal. Sa proximité avec la métropole québécoise en fait la 5e ville la plus populeuse de la province. Elle est le principal centre urbain de l'agglomération de Longueuil, le plus grand pôle de la région de la Montérégie.
La ville est limitrophe de cinq municipalités : Montréal et Saint-Lambert (à l'ouest), et Brossard (au sud), Boucherville (au nord) et finalement Saint-Bruno-de-Montarville et Carignan (à l'est). Longueuil est divisée en 3 arrondissements (Vieux-Longueuil, Saint-Hubert, Greenfield Park), 24 quartiers sociologiques et 15 districts électoraux municipaux. L'est et le sud sont les parties les moins densifiés, comportant plusieurs boisés et terres agricoles, tandis que le nord et l'ouest sont essentiellement urbanisés.
En 2016, le sol est occupé principalement par les zones résidentielles (27%) et les zones agricoles (21%), suivies par les surfaces occupées par le réseau routier (17%). Les commerces, industries, bureaux et institutions ne comptent ensemble que pour 14%, et les parcs environ 5% de la superficie de la ville.

### Topographie
Longueuil est situé dans les basses-terres du Saint-Laurent, une plaine de faible altitude avec très peu de relief. Aucune des collines locales, les Montérégiennes, ne se trouve sur son territoire. L'altitude minimale est de 4 mètres, au fleuve Saint-Laurent. Elle augmente jusqu'à une vingtaine de mètres en moyenne. L'altitude maximale est de 31 mètres, dans les environs du boisé du Tremblay.

### Hydrographie
Longueuil fait partie de la région hydrographique du Saint-Laurent sud-ouest et se trouve entre les bassins versants de la rivière Châteauguay et de la rivière Richelieu.
Le fleuve Saint-Laurent est le principal plan d'eau de la municipalité, où se trouve deux îles qui y sont rattachées : l'îlot de la Baronnie (anciennement appelé île Verte) et l'île Charron. Ailleurs, l'hydrographie locale est très pauvre. Le plus grand plan d'eau est un lac artificiel situé dans le parc de la Cité de Saint-Hubert.
On ne retrouve aucune rivière à Longueuil, seulement une poignée de canaux agricoles dont le fossé Daigneault, la décharge des Swell et le canal Saint-Bruno.

### Géologie
Longueuil est situé dans la province géologique de la plate-forme du Saint-Laurent (Ordovicien supérieur). La stratigraphie locale correspond à la formation de Nicolet. Le sol est composé de shale gris et mudstone avec interlits de grès lithique, de siltstone, de calcarénite et de dolarénite. On n'y retrouve aucune activité minière ou titre minier, l'exploration y étant interdite sur presque tout son territoire.

### Climat, végétation, faune et flore
La ville fait partie du domaine bioclimatique de l'érablière à caryer cordiforme.
Depuis quelques années, l'augmentation de la population de cerfs de Virginie à Longueuil est fulgurante. En 2020, on y comptait une trentaine de spécimens, contre plus de soixante-dix en 2021. La surpopulation des cerfs augmentant d'année en année, leur nombre a été ramené à 10 et 15 individus par les pouvoirs publics.

## Démographie
Avec une population estimée à 254 483 habitants en 2021, Longueuil est la cinquième ville la plus populeuse au Québec. L'arrondissement du Vieux-Longueuil compte un total de 141 794 habitants, celui de Saint-Hubert compte 87 647 habitants et celui de Greenfield Park, 16 965 habitants.

### Habitation
En 2021, la ville de Longueuil compte un total de 113 085 ménages. Ceux qui occupent les ménages sont propriétaires dans une proportion de 52,3 % et locataires dans une proportion de 47,7 %. Les habitants de Longueuil occupent une maison individuelle dans 31,9 % des cas, une maison jumelée ou en rangée dans 8,2 % des cas, un appartement dans 58,9 % des cas et une maison mobile ou tout autre type de logement dans 0,98 % des cas.
Les habitations sur le territoire de Longueuil ont été construites à 32 % durant la décennie 1970, il s'agit de la période où le nombre de constructions résidentielles a été le plus important.

### Évolution démographique
Longueuil connaît une hausse de 14 783 personnes ( 6,1 %) entre 2016 et 2021, ce qui correspond à la hausse la plus marquée depuis 1986. La densité brute de la population est de 2 198,2 habitants/km2 pour l'ensemble de la municipalité.
| 1921   | 1931   | 1941   | 1951   | 1956   | 1961    |
| ------ | ------ | ------ | ------ | ------ | ------- |
| 11 521 | 14 094 | 18 165 | 58 012 | 83 584 | 106 166 |

| 1966    | 1971    | 1976    | 1981    | 1986    | 1991    |
| ------- | ------- | ------- | ------- | ------- | ------- |
| 129 944 | 157 986 | 197 767 | 209 557 | 227 408 | 226 965 |

| 1996    | 2001    | 2006    | 2011    | 2016    | 2021    |
| ------- | ------- | ------- | ------- | ------- | ------- |
| 227 408 | 225 761 | 229 330 | 231 409 | 239 700 | 254 483 |

### Langues et immigration
En 2021, 75 % de la population de Longueuil déclare avoir le français comme langue maternelle, 6 % l'anglais, 19 % une autre langue et 5 % plusieurs langues. Les immigrants comptent en 2016 pour 17,7 % de la population longueuilloise, comparativement à 24,6 % pour l'ensemble de la région métropolitaine de Montréal.

## Transports
De par sa proximité avec la métropole, Longueuil bénéficie d'un réseau de transport important. Elle est traversée par de nombreux axes routiers et autoroutiers névralgiques à l'échelle provinciale et le transit y est substantiel. Elle bénéficie également d'un réseau de transport en commun qui couvre généralement bien son territoire, et ce, durant la majeure partie de la journée. Dans leurs déplacements réguliers, les Longueuillois ont principalement comme destination un point situé sur le territoire de leur ville à 53,3 %, un point situé à Montréal à 29,6 % et un point situé dans l'une des autres villes de l'agglomération de Longueuil à 11,1 %.

### Réseau routier

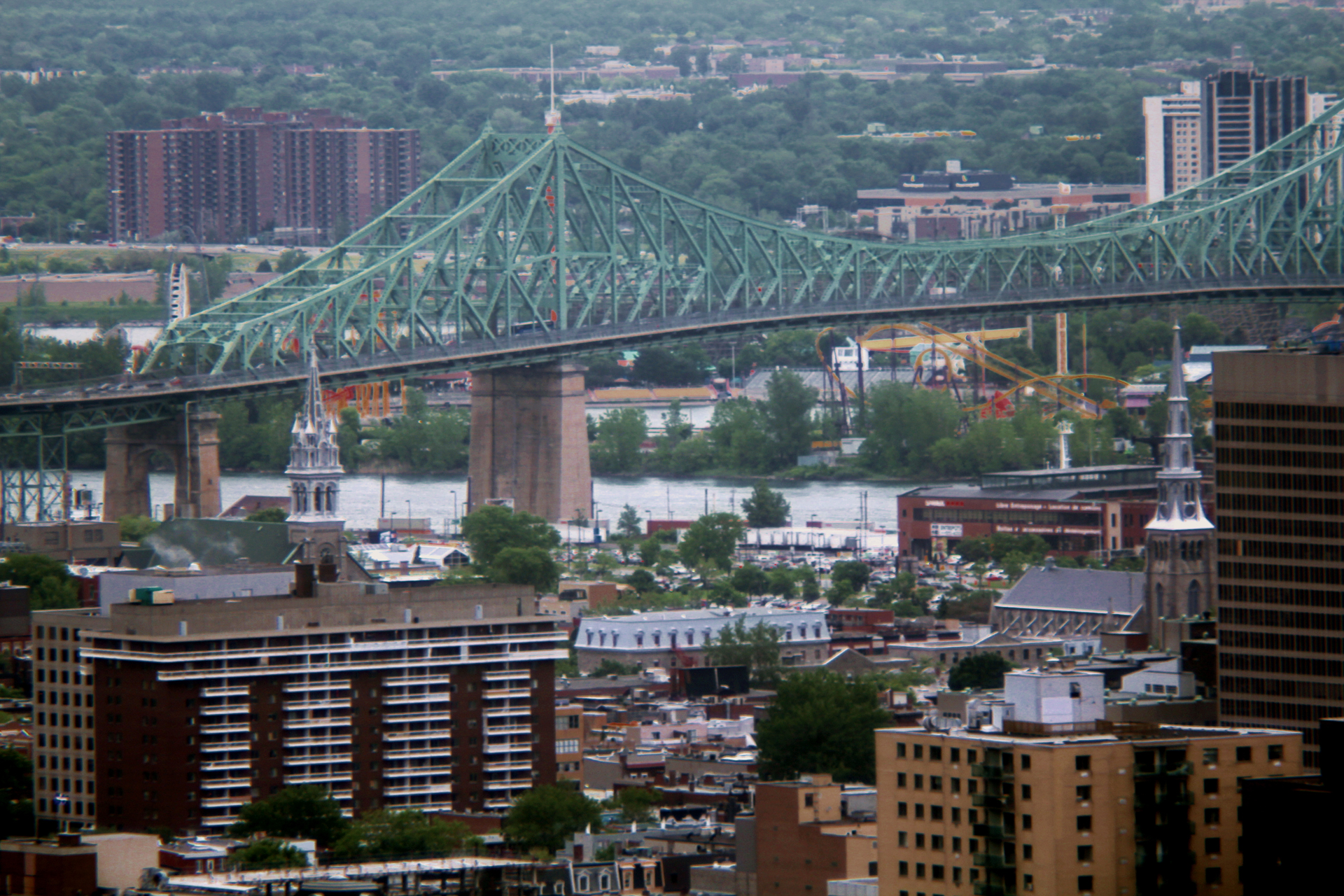
Le pont Jacques-Cartier, avec Longueuil en arrière-plan.

La ville de Longueuil est desservie par de nombreux axes de transport d’importance qui la relie avec Montréal, les autres villes de la rive-sud et plusieurs autres villes en Montérégie :
- l'A-20 ceinture la ville, elle suit le fleuve Saint-Laurent sous le nom d'autoroute René-Lévesque et suit la limite avec Boucherville sous le nom d'autoroute Jean-Lesage ;
- l’A-25 permet de relier l’île de Montréal en empruntant le pont-tunnel Louis-Hippolyte-La Fontaine;
- l’A-30 (autoroute de l'Acier) passe à l’est de l’arrondissement de Saint-Hubert et permet de relier Vaudreuil-Dorion et Valleyfield à l’ouest, ainsi que Sorel-Tracy à l’est ;
- la R-112 (boulevard Cousineau) est située principalement dans l'arrondissement Saint-Hubert et relie l'île de Montréal par le pont Victoria ;
- la R-116 (boulevard Sir-Wilfrid-Laurier) passe dans l'est de la ville, près de l'aéroport de Saint-Hubert ;
- la R-132 suit le fleuve Saint-Laurent et prend la forme d'une autoroute dans le secteur de Longueuil ; cette section est devenue l'autoroute René-Lévesque;
- la R-134 (boulevard Taschereau) est bordée par un secteur à forte densité commerciale et relie également l'île de Montréal par le pont Jacques-Cartier.

Un important complexe d'échangeurs se trouve à proximité de la Place Charles-Le Moyne dans l’arrondissement du Vieux-Longueuil, autour de la station Longueuil–Université-de-Sherbrooke. Il lie le boulevard Taschereau, le multiplex (chevauchement) de l'autoroute 20 et de la route 132, la rue Saint-Charles et la rue Saint-Laurent. Ce secteur est visé par un projet de réaménagement du réseau supérieur piloté par le Ministère des Transports du Québec.
Les autres artères principales de la ville sont le boulevard Roland-Therrien (artère majeure connectant directement les autoroutes 20 et René-Lévesque aux quartiers résidentiels de Longueuil), le boulevard Curé-Poirier, la rue Frontenac, le boulevard Cousineau (route 112 dans l’arrondissement de Saint-Hubert), le chemin de Chambly, le boulevard Vauquelin, le boulevard Jacques-Cartier, la rue Saint-Charles, le chemin du Coteau-Rouge (ancien boulevard Sainte-Foy,) le chemin Du Tremblay, le boulevard Fernand-Lafontaine et le boulevard Jean-Paul-Vincent.

### Transport en commun
Le transport en commun à Longueuil repose essentiellement sur deux moyens de transport: l'autobus en majeure partie et de manière plus limitée, le métro. Des services de taxibus existent aussi et relient des quartiers à faible densité de population au réseau d'autobus. La desserte par autobus et taxibus est assurée par le Réseau de transport de Longueuil. Une seule station du métro de Montréal se trouve à Longueuil, soit la station Longueuil–Université-de-Sherbrooke. Un important terminus d'autobus jouxte la station, le terminus Longueuil, qui est un point névralgique du transport en commun sur la rive-sud de Montréal. Ce terminus est desservi par les autobus du Réseau de transport de Longueuil, du Réseau de transport métropolitain (Exo) et de plusieurs compagnies interurbaines.
Longueuil est également desservie par une gare de train de banlieue située sur la ligne Mont-Saint-Hilaire, soit la gare Longueuil–Saint-Hubert. Le réseau de train de banlieue de la région métropolitaine est sous la juridiction de l'organisme Exo.
La CDPQ Infra a été chargée en 2020 par le gouvernement du Québec de déterminer quel projet de transport en commun électrique serait le plus approprié pour l'axe du Boulevard Taschereau, entre la station Panama du REM et la station Longueuil-Université-de-Sherbrooke du Métro de Montréal. Les principaux modes de transports étudiés sont le Tramway, option privilégiée par la Ville de Longueuil, ainsi qu'une ligne du Réseau Express Métropolitain (REM).

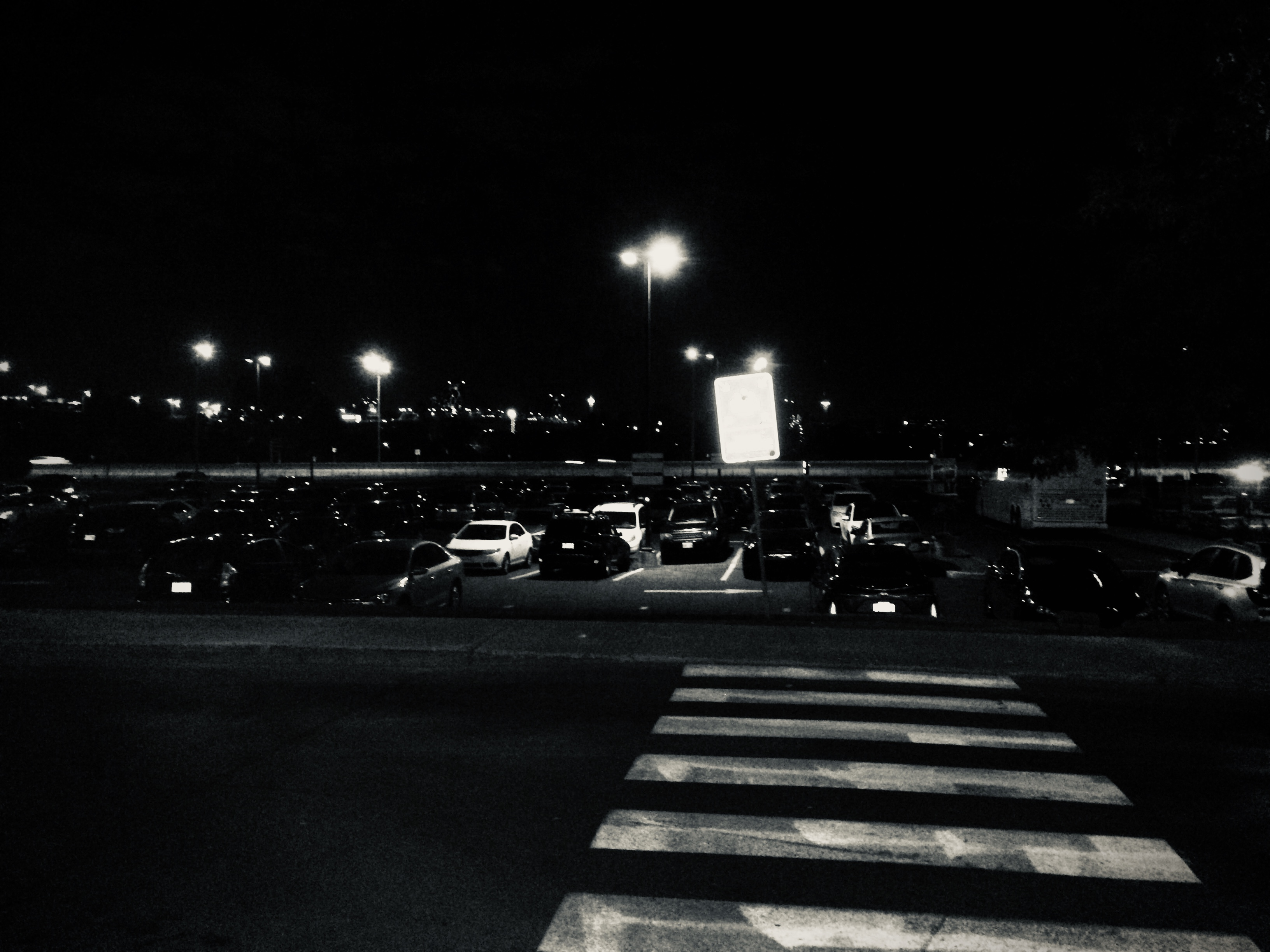
Stationnement incitatif du métro Longueuil faisant face à l'autoroute 132.

### Réseau cyclable
Longueuil est desservie par un total de 168 kilomètres de pistes cyclables qui prennent la forme de pistes séparées physiquement de la circulation, de bandes cyclables ou de chaussées désignées.
Une piste cyclable sur le pont Jacques-Cartier permet une liaison avec Montréal, mais aucune liaison est possible via le pont-tunnel Louis-Hippolyte-La Fontaine. Plusieurs pistes cyclables traversent les parcs Michel-Chartrand et de la Cité et ont une vocation davantage récréative.
Les routes 1 et 3 du réseau cyclable provincial de la Route verte traversent Longueuil.

### Transport aérien
Longueuil dispose d'un aéroport situé dans l'arrondissement de Saint-Hubert, soit l'aéroport Montréal–Saint-Hubert–Longueuil. Celui-ci est utilisé majoritairement par les avions de tourisme. Des écoles de pilotage privées offrent d'ailleurs des formations à cet endroit.

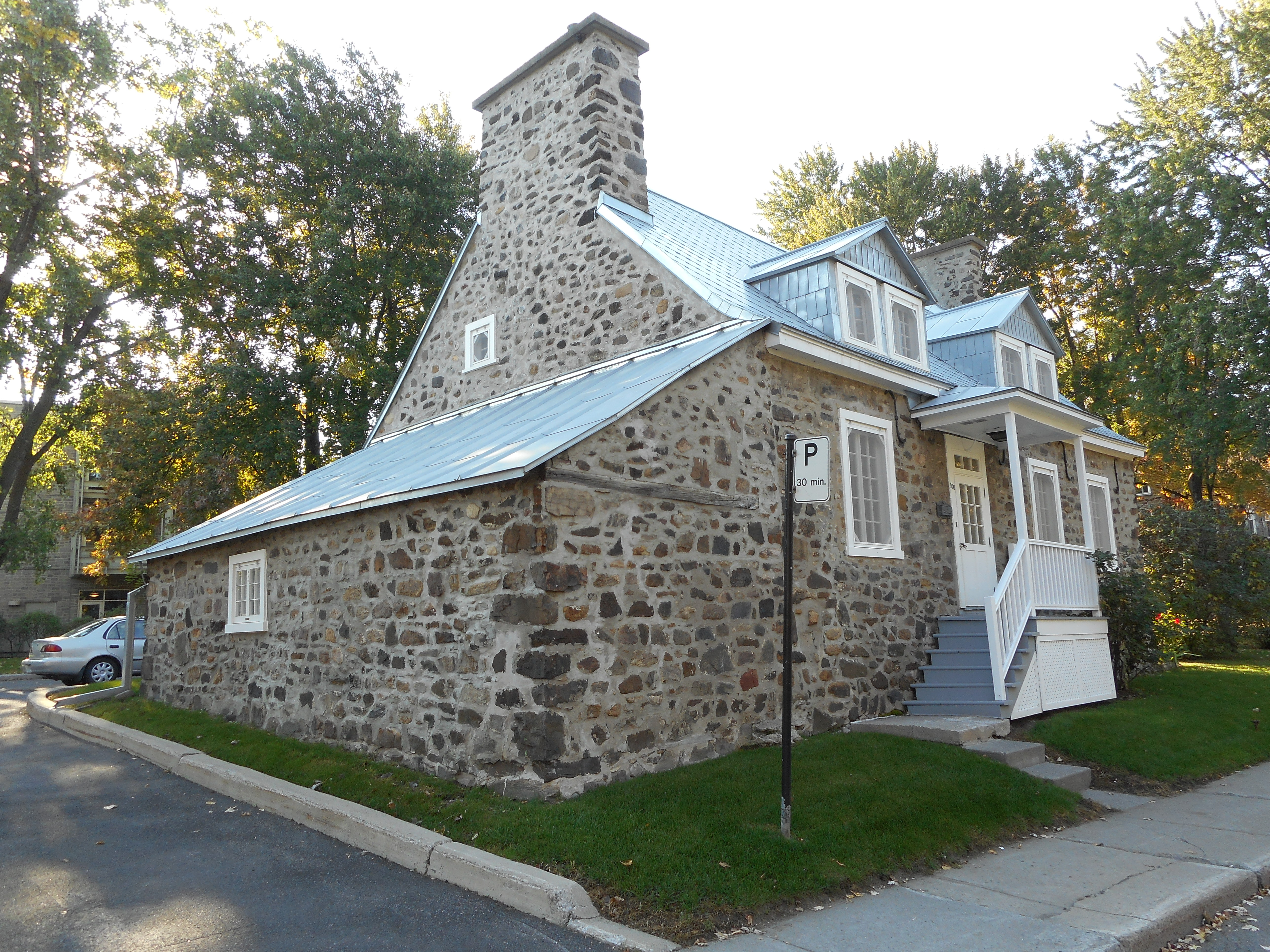
Maison Daniel-Poirier (1750), seule maison du Vieux-Longueuil construite sous le Régime français et ayant conservé son aspect original.

## Histoire

### Création de la municipalité
Le village de Longueuil fut officiellement créé en 1848, et deviendra une ville en 1873, ce qui fut ratifié en 1874, puis une cité en 1920. Elle fusionna avec la ville de Montréal-Sud en 1961 et garda son nom. Elle garda encore ce nom en 1969 après sa fusion avec Jacques-Cartier. Elle reprit son statut de ville par la suite.
Une nouvelle fusion eut lieu le 1er janvier 2002 impliquant la ville du même nom et les villes de Boucherville, Brossard, Greenfield Park, LeMoyne, Saint-Bruno-de-Montarville, Saint-Hubert et Saint-Lambert. La nouvelle ville de Longueuil avait les mêmes compétences qu'une MRC et a succédé dans ces fonctions à l'ancienne MRC de Champlain, laquelle ne comprenait pas les villes de Boucherville et de Saint-Bruno-de-Montarville qui se sont ajoutées lors de la fusion de 2002. Le 1er janvier 2006, les villes de Boucherville, Brossard, Saint-Lambert et Saint-Bruno-de-Montarville se sont détachées à nouveau tout en intégrant l'agglomération de Longueuil constituée à la même date.

## Devise et symboles

### Héraldique
En date du 10 mai 2004, Robert Douglas Watt, héraut d’armes du Canada, a concédé les emblèmes héraldiques de la Ville de Longueuil, après en avoir reçu l'autorisation par le baron de Longueuil de l'époque, Raymond Grant, en 2002.
| Labor et concordia |
| ------------------ |

| L'écu de Longueuil se blasonne ainsi : D'azur à trois roses d'or, au chef de gueules chargé d'un croissant accosté de deux étoiles, le tout d'or. |

La devise en latin « labor et concordia » signifie « travail et harmonie ».

## Administration
La ville est composée de l'arrondissement du Vieux-Longueuil, de l'arrondissement de Saint-Hubert et de l'arrondissement de Greenfield Park. Le territoire de l'ancienne ville de Le Moyne est intégré au Vieux-Longueuil.
Les quatre autres villes fusionnées à Longueuil le 1er janvier 2002, soit Boucherville, Brossard, Saint-Bruno-de-Montarville et Saint-Lambert, se reconstituent le 1er janvier 2006. Ces municipalités font maintenant partie de l'agglomération de Longueuil et leurs représentants siègent au sein du conseil d'agglomération. Le conseil d’agglomération exerce ses compétences notamment dans les matières suivantes : les services de sécurité publique, la cour municipale, le transport collectif, le traitement des eaux, l’évaluation municipale, l’élimination et le recyclage des matières résiduelles, le logement social.

### Conseil municipal
Le conseil municipal de Longueuil est formé du maire et de 15 conseillers, répartis dans les trois arrondissements de la ville. Une particularité concerne cependant l'arrondissement Greenfield Park où deux des trois conseillers ne siègent qu'au conseil d'arrondissement, et non au conseil de ville.
Avant le mandat 2013-2017, le nombre de conseillers est de 26, soit 15 pour le Vieux-Longueuil, 3 pour Greenfield Park et 8 pour Saint-Hubert.
| District / Fonction               | 2013-2017            | 2017-2021            | 2021-2025          |
| --------------------------------- | -------------------- | -------------------- | ------------------ |
| Maire                             | Caroline St-Hilaire  | Sylvie Parent        | Catherine Fournier |
| 1 - de Fatima-du Parcours-du-Cerf | Sylvie Parent        | Steve Gagnon         | Marc-Antoine Azouz |
| 2 - du Boisé-Du Tremblay          | Benoît L'Écuyer      | Benoît L'Écuyer      | Lysa Bélaïcha      |
| 3 - du Parc-Michel-Chartrand      | France Dubé          | Jonathan Tabarah     | Jonathan Tabarah   |
| 4 - d'Antoinette-Robidoux         | Michel Lanctôt       | Michel Lanctôt       | Rolande Balma      |
| 5 - de Georges-Dor                | Xavier Léger         | Xavier Léger         | Reine Bombo-Allara |
| 6 - des Explorateurs              | Stéphane Richer      | Tommy Théberge       | Karl Ferraro       |
| 7 - du Coteau-Rouge               | Monique Bastien      | Monique Bastien      | Carl Lévesque      |
| 8 - de Saint-Charles              | Albert Beaudry       | Éric Bouchard        | Sylvain Larocque   |
| 9 - de LeMoyne-de Jacques-Cartier | Colette Éthier       | Colette Éthier       | Marjolaine Mercier |
| 10 - de Greenfield Park           | Robert Myles         | Robert Myles         | Sylvain Joly       |
| 10.1 - de Greenfield Park         | Sylvain Joly         | Peter Doonan         | Susan Rasmussen    |
| 10.2 - de Greenfield Park         | Wade Wilson          | Wade Wilson          | Eric Normandin     |
| 11 - de Laflèche                  | Jacques Lemire       | Jacques Lemire       | Jacques Lemire     |
| 12 - du Vieux-Saint-Hubert        | Nathalie Boisclair   | Nathalie Boisclair   | Geneviève Héon     |
| 13 - du Parc-de-la-Cité           | Jacques E. Poitras   | Jacques E. Poitras   | Affine Lwalalika   |
| 14 - d'Iberville                  | Éric Beaulieu        | Éric Beaulieu        | Alvaro Cueto       |
| 15 - des Maraîchers               | Lorraine Guay Boivin | Jean-François Boivin | Nathalie Delisle   |

### Mairie
En novembre 2017, Sylvie Parent succède à Caroline St-Hilaire à la mairie de Longueuil. Pour ce poste, Sylvie Parent était en compétition avec Josée Latendresse. Un dépouillement judiciaire a été effectué étant donné qu'il y avait 118 votes de différence entre les deux candidates. En novembre 2021, Catherine Fournier devint la nouvelle mairesse de Longueuil.

Hôtel de ville de Longueuil

| Période                                  | Période  | Identité                   | Étiquette                    | Qualité                  |
| ---------------------------------------- | -------- | -------------------------- | ---------------------------- | ------------------------ |
| Les données manquantes sont à compléter. |          |                            |                              |                          |
| 1848                                     | 1850     | Isidore Hurteau            | Indépendant                  |                          |
| 1850                                     | 1853     | Charles Sabourin           | Indépendant                  |                          |
| 1853                                     | 1860     | Pierre Davignon (en)       | Indépendant                  | Médecin                  |
| 1860                                     | 1862     | André Trudeau              | Indépendant                  |                          |
| 1862                                     | 1870     | Gédéon Larocque            | Indépendant                  | Médecin                  |
| 1872                                     | 1876     | Auguste-Pierre Jodoin      | Indépendant                  |                          |
| 1880                                     | 1881     | Joseph-Louis Vincent       | Indépendant                  | Percepteur, inspecteur   |
| 1881                                     | 1882     | Charles Bourdon            | Indépendant                  |                          |
| 1882                                     | 1887     | Bruno Normandin            | Indépendant                  |                          |
| 1886                                     | 1887     | Pierre-Etienne Hurteau     | Indépendant                  |                          |
| 1887                                     | 1889     | Louis-Édouard Morin        | Indépendant                  |                          |
| 1889                                     | 1891     | Pierre Brais               | Indépendant                  |                          |
| 1893                                     | 1895     | Ovide Dufresne             | Indépendant                  |                          |
| 1895                                     | 1898     | Michel Viger               | Indépendant                  |                          |
| 1898                                     | 1902     | Maurice Perrault           | Indépendant                  | Architecte               |
| 1902                                     | 1904     | Victor Pigeon              | Indépendant                  |                          |
| 1904                                     | 1907     | Édouard-Charles Lalonde    | Indépendant                  |                          |
| 1908                                     | 1912     | Amédée Geoffrion           | Indépendant                  | Avocat                   |
| 1912                                     | 1915     | Henri St-Mars              | Indépendant                  |                          |
| 1915                                     | 1925     | Alexandre Thurber          | Indépendant                  |                          |
| 1925                                     | 1935     | Louis-Joseph-Émilien Brais | Indépendant                  |                          |
| 1935                                     | 1966     | Paul Pratt                 | Indépendant                  | Musicien                 |
| 1966                                     | 1969     | Marcel Robidas             | Parti civique de Longueuil   | Fonctionnaire            |
| 1969                                     | 1969     | Roland Therrien            | Indépendant                  |                          |
| 1969                                     | 1982     | Marcel Robidas             | Parti civique de Longueuil   | Fonctionnaire            |
| 1982                                     | 1987     | Jacques Finet (en)         | Parti municipal de Longueuil | Comptable                |
| 1987                                     | 1987     | Florence Mercier           | Parti municipal de Longueuil |                          |
| 1987                                     | 1994     | Roger Ferland (en)         | Parti municipal de Longueuil | Informaticien            |
| 1994                                     | 2001     | Claude Gladu               | Parti municipal de Longueuil | Pompier, commerçant      |
| 2001                                     | 2005     | Jacques Olivier            | Parti municipal Rive-sud     | Syndicaliste, commerçant |
| 2005                                     | 2009     | Claude Gladu               | Parti municipal Rive-sud     | Pompier, commerçant      |
| 2009                                     | 2017     | Caroline St-Hilaire        | Action Longueuil             | Gestionnaire             |
| 2017                                     | 2021     | Sylvie Parent              | Action Longueuil             | Psychoéducatrice         |
| 2021                                     | en cours | Catherine Fournier         | Coalition Longueuil          |                          |

## Économie
Longueuil accueille de nombreux sièges sociaux et centres industriels de pointe :
- Aérospatiale : Bombardier, Héroux-Devtek Inc. Pratt & Whitney Canada, Agence spatiale canadienne (Centre spatial John H. Chapman)
- Transports électriques : Lito Green Motion, Varitron, Adatel
- Agropur
- Innergex
- Union des producteurs agricoles du Québec (UPA)
- Orage (entreprise)

Les entreprises sont représentées par la Chambre de commerce et d'industrie de la Rive-Sud.

## Éducation

### Enseignement supérieur
- Cégeps
  - Cégep Édouard-Montpetit
  - Champlain regional college
  - École nationale d'aérotechnique

- Collèges privés
  - Collège CDI-Delta
  - Collège info-technique

- Centres de formations professionnelles
  - Centre de formation professionnelle Pierre-Dupuy
  - Cestar Collège
  - École d’hôtellerie de la Montérégie
  - Centre de formation professionnelle Charlotte-Tassé

- Campus satellitaires universitaires
  - Campus de l'Université de Montréal
  - Campus de l'Université du Québec à Montréal (UQAM)
  - Campus de l'Université de Sherbrooke
  - Campus de l'Université du Québec à Trois-Rivières

### Éducation secondaire et primaire

#### Écoles secondaires
- Collège Charles-LeMoyne
- Collège Français
- Collège Notre-Dame-de-Lourdes
- Collège Durocher Saint-Lambert
- École secondaire André-Laurendeau
- École secondaire Antoine-Brossard
- École secondaire Gérard-Filion
- École secondaire internationale St-Edmond
- École secondaire Jacques-Rousseau
- École secondaire Mgr-A.M.-Parent
- École secondaire participative l'Agora
- École secondaire St-Jean-Baptiste
- Centre des adultes des 16-18 ans (CÉA)

##### Écoles anglophones
- École secondaire Centennial Regional
- École secondaire Heritage Regional (anciennement MacDonald-Cartier)
- École primaire St-Mary's Elemantary School

#### Écoles primaires
- Collège Français
- École Adrien-Gamache
- École Armand-Racicot
- École Bel-Essor
- École Bourgeoys-Champagnat
- École Carillon
- École Christ-Roy
- École de Normandie
- École du Curé-Lequin
- École du Tournesol
- École des Petits-Explorateurs
- École des Mille-Fleurs
- École Félix-Leclerc
- École Gentilly
- École Gentilly (Boisé des lutins)
- École George-Étienne-Cartier
- École Hubert-Perron
- École Jacques-Ouellette
- École Joseph-De-Sérigny
- École Lajeunesse
- École Le Déclic
- École Lionel-Groulx
- École Marie-Victorin (Longueuil) Pavillon le Jardin
- École Marie-Victorin (Longueuil) Pavillon l'Herbier
- École Paul-De-Maricourt
- École Pierre-D'Iberville
- École Saint-Lambert
- École Ste-Claire
- École St-Jude
- École St-Romain

## Services

### Loisirs, culture et vie communautaire

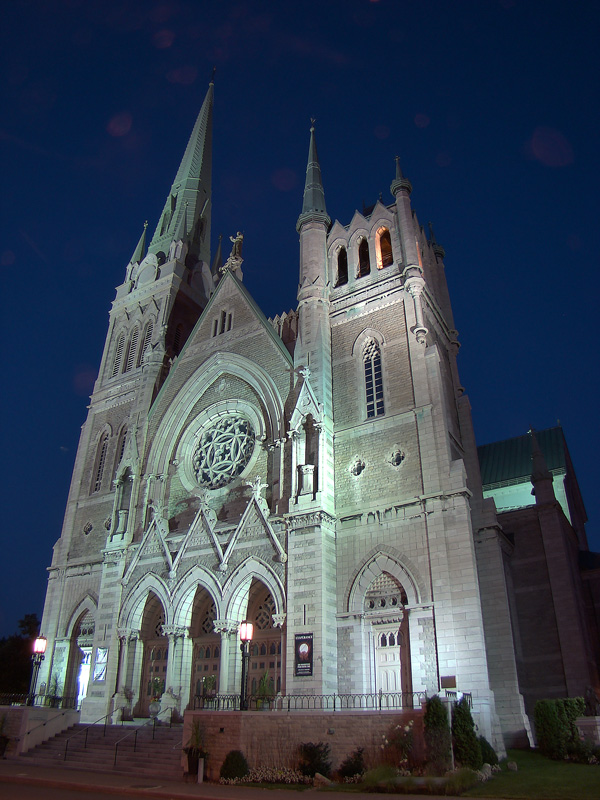
Cocathédrale Saint-Antoine-de-Padoue

#### Lieux de culte
Située au cœur du Vieux-Longueuil, la cocathédrale Saint-Antoine-de-Padoue est l'un des deux sièges du diocèse catholique de Saint-Jean–Longueuil. La ville accueille également des églises évangéliques, telles l'église Nouvelle Vie et l'église de l'Espoir. Les mormons se rassemblent au Temple de l'Église de Jésus-Christ des Saints des derniers jours. Longueuil accueille d'ailleurs l'unique temple mormon du Québec.

#### Vie communautaire

##### Jardins communautaires de Longueuil
Cette section ne s'appuie pas, ou pas assez, sur des sources secondaires ou tertiaires indépendantes du sujet. Le texte peut contenir des analyses inexactes ou inédites de sources primaires.
Pour l'améliorer, ajoutez-en, ou placez des modèles {{Source secondaire souhaitée}} ou {{Source secondaire nécessaire}} sur les passages mal sourcés. (décembre 2023)
Ce sont des jardins communautaires situés dans le Parc régional de Longueuil. Des jardiniers amateurs s'y réunissent pour cultiver des légumes et des fleurs sur leurs lopins individuels. Chaque participant est responsable de l'entretien de son lopin et bénéficie des produits de son travail. Ce terrain est situé dans le Parc régional de Longueuil près de la maison de ferme (maison en pierre des champs) appartenant anciennement au Sieur Joseph-Pascal Dubuc. Ces Jardins comptent un peu moins de 300 lots d'approximativement 7 mètres par 3 mètres et une vingtaine de demi-lots.
C’est en 1976 qu’un groupe de citoyens obtint de l’administration municipale un terrain pour aménager 162 lots de jardinage. En 1980, les Jardins sont devenus un Organisme à but non lucratif géré par un conseil d'administration de 7 jardiniers.

##### Bibliothèques

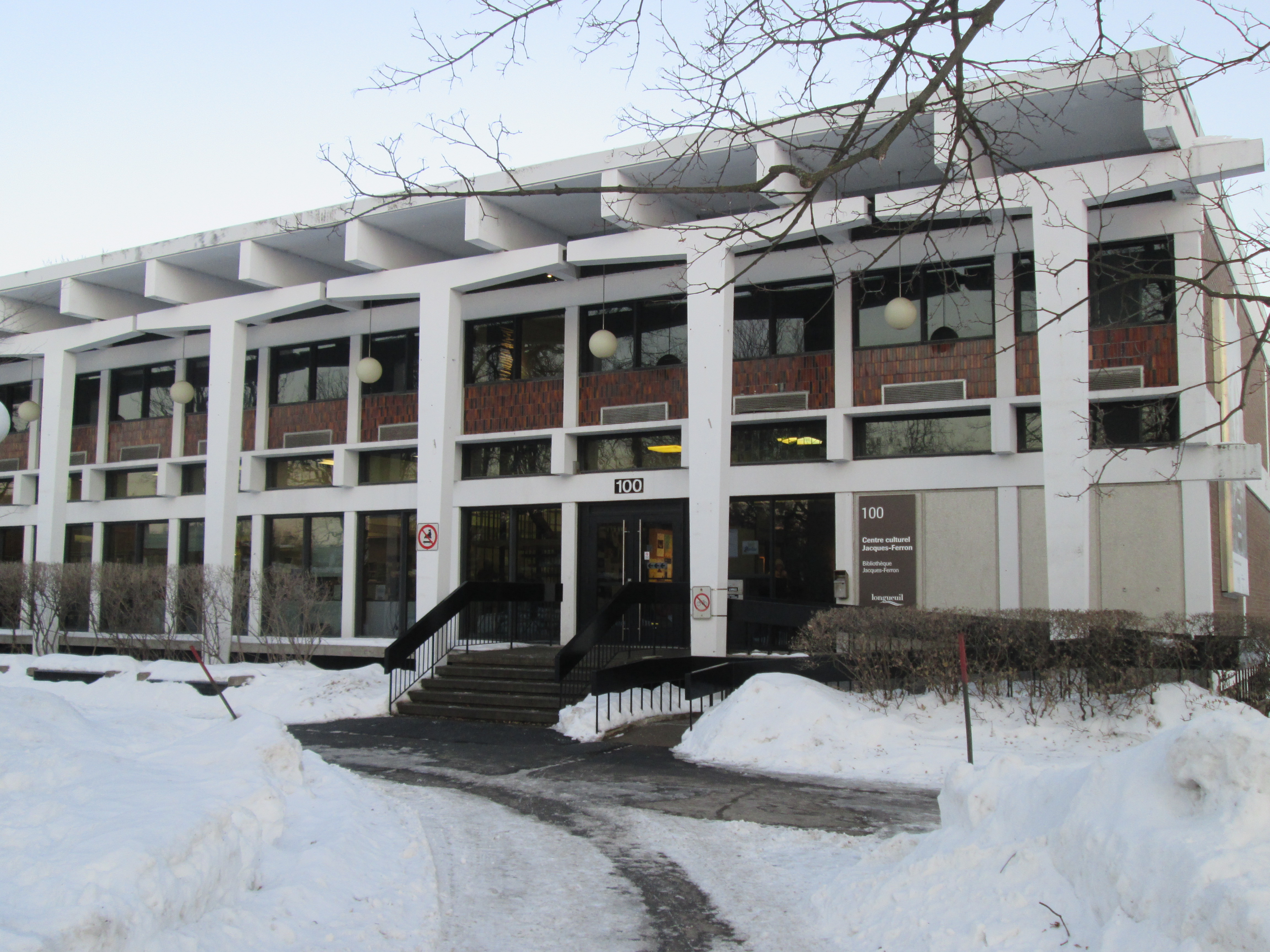
La bibliothèque Jacques-Ferron (située dans le même édifice que le Centre culturel Jacques-Ferron) en 2020.

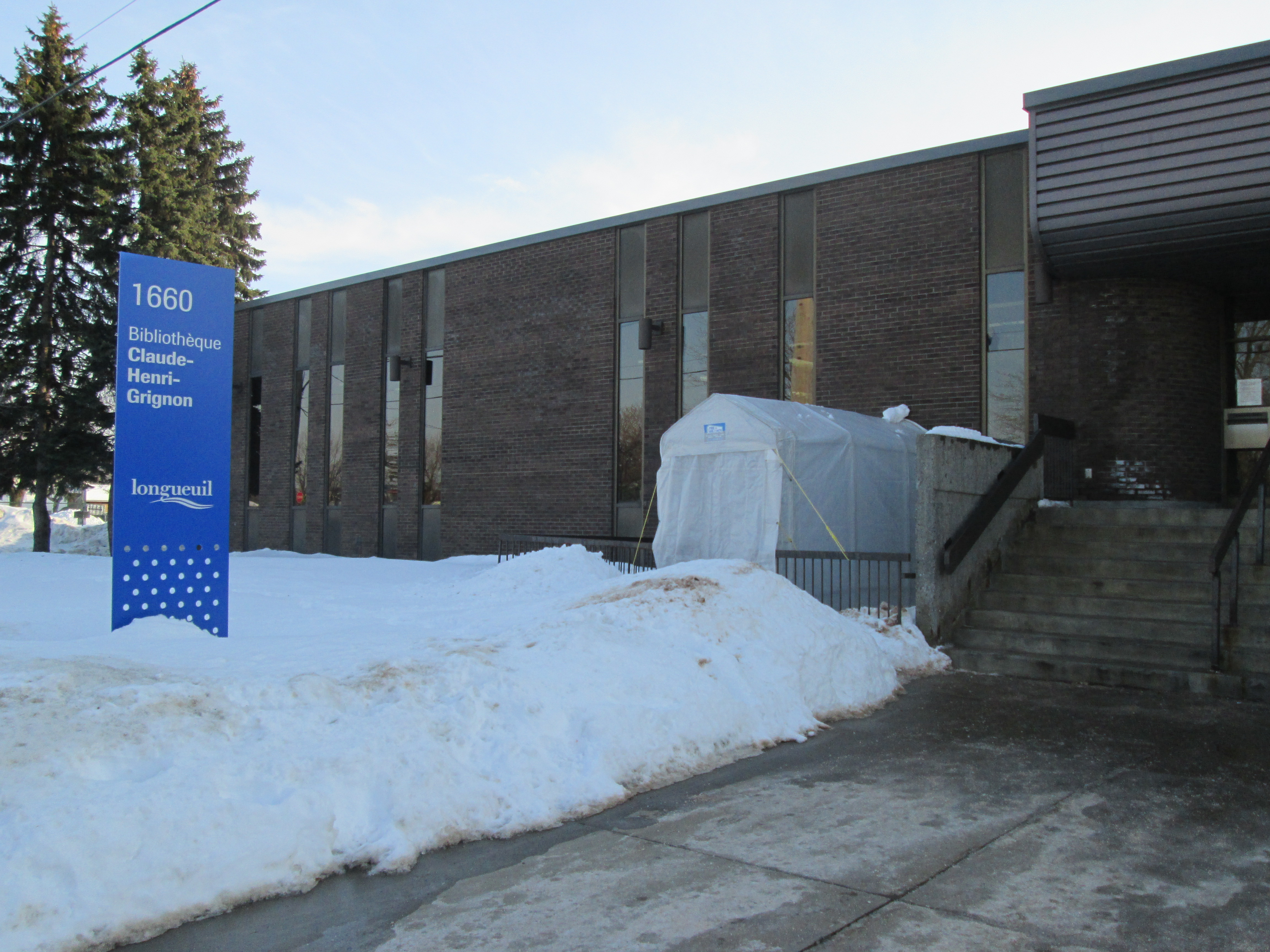
La bibliothèque Claude-Henri Grignon en 2020.

Le réseau des bibliothèques publiques de Longueuil est composé de huit points de services (bibliothèque Claude-Henri Grignon, bibliothèque Fatima, bibliothèque Georges-Dor, bibliothèque de Greenfield Park, bibliothèque Hubert-Perron, bibliothèque J.-W. Gendron, bibliothèque Jacques-Ferron, bibliothèque Raymond-Lévesque) répartis dans les arrondissements du Vieux-Longueuil, de Saint-Hubert et de Greenfield Park. Les usagers inscrits au Réseau ont en plus accès à la bibliothèque du cégep Édouard-Montpetit, grâce à une entente.
En 2018, le Réseau desservait une population de 256 650 habitants. Le nombre d'usagers inscrits était de 71 506 pour la même période, soit 27,86% de la population desservie.
En 2018, le Réseau des bibliothèques publiques de Longueuil possédait des collections totalisant 501 903 documents. Entre autres, la collection des livres imprimés contenait 471 912 documents et celle des sources audiovisuelles, 26 349 documents.
Deux des bibliothèques du Réseau (la bibliothèque Claude-Henri Grignon et la bibliothèque Raymond-Lévesque) offrent l'accès à une collection de milliers de volumes axés sur la généalogie et l'histoire. La bibliothèque de Greenfield Park offre le plus de documents en langue anglaise comparativement aux autres établissements, bien que chacun en possède quelques-uns.

##### Médias
- FM 103,3 (CHAA), station de radio communautaire;
- Le Courrier du Sud, hebdomadaire gratuit, propriété de Transcontinental média;
- TVRS, station de télévision communautaire affiliée à MAtv.

##### Sport
- Marathon de Longueuil

### Santé
Plusieurs établissements de santé sont situés sur le territoire de la ville de Longueuil. Sur le plan administratif, la ville est desservie par les services de deux centres intégrés de santé et de services sociaux, soit celui de la Montérégie-Centre pour les arrondissements de Greenfield Park et de Saint-Hubert et celui de la Montérégie-Est pour l'arrondissement du Vieux-Longueuil. Aussi, le siège social de l'Alliance du personnel professionnel et technique de la santé et des services sociaux (APTS) se trouve sur le territoire de Longueuil.
La liste qui suit présente les principaux établissements de santé longueuillois,.
- Hôpital Charles-LeMoyne
- Hôpital Pierre-Boucher
- CLSC de Longueuil-Ouest
- CLSC Saint-Hubert
- CLSC Simonne-Monet-Chartrand

## Personnalités

### Artistes visuels
- Jules Isaïe Benoît, dit Livernois, photographe.

### Artistes de la scène
- Jean-Marc Généreux, danseur de salon et chorégraphe ;
- Laurent Paquin, humoriste québécois ;
- Le groupe de death metal technique First Fragment.

### Personnalités de l'audiovisuel
- Xavier Dolan, réalisateur, acteur;
- Lucie Laurier, actrice;
- Émilien Néron, acteur;
- Luc Picard, comédien et réalisateur;
- Denis Talbot, animateur de télévision.

### Écrivains et autres personnalités de l'écrit
- Yves Beauchemin, écrivain, auteur du roman Le Matou;
- Réal Bouvier, navigateur et journaliste, le Port de plaisance Réal-Bouvier a été nommé en sa mémoire;
- Arlette Cousture, écrivaine, créatrice de la série Les Filles de Caleb;
- Georges Dor, poète, chansonnier, dramaturge et essayiste;
- Conrad Kirouac, dit Frère Marie-Victorin, botaniste, auteur de la Flore laurentienne;
- Michel Pratt, historien;
- Robert Rumilly, historien;
- Kim Thuy, écrivaine;
- Denis Vanier, poète;
- Zviane, bédéiste.

### Personnalités de la musique
- Marilou Bourdon (Marilou), actrice et chanteuse;
- Raymond Lévesque, auteur, compositeur, interprète, dramaturge;
- Jean Rafa, Artiste-fantaisiste.
- Émile Bilodeau, auteur-compositeur-interprète
- Kaytranada, musicien électronique, producteur et DJ.

### Personnalités politiques
- Michel Chartrand, syndicaliste
- Bernard Drainville, député de Marie-Victorin et ancien journaliste de Radio-Canada;
- Claude Gladu, ancien maire;
- Sadia Groguhé, ancienne députée néo-démocrate de Saint-Lambert;
- Fatima Houda-Pepin, ancienne députée de La Pinière;
- Maka Kotto, ancien député de Bourget et ministre de la Culture et des Communications du Québec;
- René Lévesque, ancien premier ministre du Québec, chef du Parti québécois et député de Taillon;
- Marie Malavoy, ancienne députée de Taillon (provincial);
- Pauline Marois, ancienne députée de Taillon, cheffe du Parti québécois et première ministre du Québec;

- Pierre Nantel, député néo-démocrate, puis indépendant de Longueuil―Saint-Hubert;
- Martine Ouellet, députée de Vachon et ingénieure;
- Paul Pratt, ancien maire
- Djaouida Sellah, ancienne députée néo-démocrate de Saint-Bruno—Saint-Hubert
- Caroline St-Hilaire, ancienne mairesse, ancienne députée de Longueuil;
- Denis Trudel, comédien et député bloquiste de Longueuil―Saint-Hubert.
- Pierre Vallières, écrivain et journaliste, ancien membre du Front de libération du Québec.

### Sportifs
- Jean Béliveau, ancien joueur de la Ligue nationale de hockey;
- Daniel Berthiaume, ancien joueur des Bruins de Boston, des Jets de Winnipeg, des Kings de Los Angeles, des North Stars du Minnesota et des Sénateurs d'Ottawa (LNH);
- Pierre Bouchard, ancien joueur des Canadiens de Montréal et des Capitals de Washington (LNH);
- Gaétan Boucher, quadruple médaillé olympique en patinage de vitesse;
- Richard Brodeur, ancien joueur des Islanders de New York, des Canucks de Vancouver et des Whalers de Hartford dans la (LNH) et a également évolué avec les Nordiques de Québec (AMH);
- Claude Evans, ancien gardien de but des Bruins de Boston et des Canadiens de Montréal (LNH);
- Luc Gauthier, ancien joueur des Canadiens de Montréal (LNH);
- Bruno Gervais, joueur qui évolue présentement avec l'EHC Eisbären Berlin (DEL);
- François Groleau, ancien joueur des Canadiens de Montréal (LNH);
- Anthony Mantha, joueur des Red Wings de Détroit (LNH);
- Claude Ruel, ancien entraîneur des Canadiens de Montréal (LNH).

## Jumelages
- Lafayette (États-Unis) depuis le 3 décembre 1968[40]